# USS Cabot (CVL-28)
Pour les autres navires du même nom, voir USS Cabot.
L'USS Cabot (CVL-28) était un porte-avions de la marine des États-Unis. Il fut actif entre 1943 et 1947 avant de servir pour l'entraînement et d'être utilisé par l'Espagne sous le nom de Dédalo.